# 端依布拉欣·端曼
拿督斯里端依布拉欣·端曼（1960年8月27日—），马来西亚政治人物，马来西亚伊斯兰党署理主席，现任古邦阁亮国会议员和积卡州议员。曾经在慕尤丁内阁和沙比里内阁中担任环境及水务部部长。

## 政治生涯
端依布拉欣在1999年马来西亚大选曾上阵并赢下彭亨增卡州议席，但是过后几届的大选都失利，直到2018年马来西亚大选当选古邦阁亮国会议员。自2020年3月10日，他在慕尤丁内阁和沙比里内阁中担任环境及水务部部长。2022年马来西亚大选，端依布拉欣上阵彭亨积卡州议席，以及捍卫古邦阁亮国席。最终，端依布拉欣在古邦阁亮国席以4万零847张多数票成功寻求蝉联，以及首次竞逐彭亨积卡区州席，并以1223张多数票中选。

## 争议事件

### 为同伴辩护
2020年8月18日，时任原产业部长莫哈末凯鲁丁·阿曼被民主行动党士布爹国会议员郭素沁揭露曾在7月3日到访过土耳其，回国6天后即7月13日就出席国会，期间还出席12场活动及会议，违反了14天强制隔离措施（SOP），遭各方批评他耍特权引起公愤。端依布拉欣为凯鲁丁辩护，表示凯鲁丁已经激付罚款和捐出薪资，强调「又没有引发新感染群，因此不是重要课題由」，要求各方停止评论凯鲁丁事件。郭素沁随着批评端依布拉欣的言论不负责任和离谱，质问他是不是要等到有民众死亡才算重要课题，更指责他双重标准。端依布拉欣继续为凯鲁丁辩护，之后又以马来西亚与新加坡来往的载送蔬菜的司机作比喻，表示司机们也沒有隔离。端依布拉欣的言论也因此遭到网民诟病。

### 雨水论
2020年9月18日，端依布拉欣鼓励吉兰丹民众使用雨水。他表示，由于吉兰丹较少工业发展及空气污染，雨水质量优于其他州属，因此在面临水供问题时，人民可以直接使用雨水作日常用途。吉兰丹州巴西马区国会议员阿末法德里为端依布拉欣护航，称马来西亚在90年代已实施雨水收集系统。

### 出席国际会议演讲不带翻译
2021年11月10日，端依布拉欣出席于苏格兰格拉斯哥举行的第26届联合国气候变化大会（COP26）上，以马来语向各国致词，引起社会的诟病和异议。一些人认为是因为他不懂英文，但另一方面则称赞他在国际会议上提升了马来语在世界舞台上的地位和捍卫民族语言。端依布拉欣本人则表示他的演讲得到国内的积极回响，国人应为自己的国家语言感到自豪。一个月后，作为民间社会代表团出席会议的环境之友（Sahabat Alam）组织主席美娜拉曼（Meenakshi Raman）向《当今大马》揭露，端依布拉欣的团队并未提供即席翻译，可能导致他国代表听不懂。美娜拉曼强调，使用马来语演讲并没有错，但如果想让其他国家听懂演讲内容，就必须要有自己的翻译。联合国6种官方语言，马来语并不被承认为官方语言，非联合国官方语言国家的领导人发言时，自带翻译或聘请口译服务已成为惯例，联合国也不会提供非官方语言的翻译服务。

### 对五一三事件的错误评论
2023年10月21日，端依布拉欣在伊党大会时声称，曾有登嘉楼的华裔家庭在五一三种族冲突期间，前往伊党主席哈迪阿旺的家寻求庇护，但他并未阐述相关细节。网媒《当今大马》查证发现，1947年出生的哈迪阿旺在五一三事件时是22岁，正在沙地阿拉伯的麦地那伊斯兰大学攻读伊斯兰教学士学位。端依布拉欣事后承认资料有误，并为此公开道歉，他指出，在重新核查资料时发现，这件事实际上与哈迪阿旺祖父庇护一名华人有关，当时发生的时间是在二战期间，而非五一三事件。

## 荣誉
2020年12月14日，印尼《亚洲商业资讯》杂志宣布端依布拉欣获选为亚洲七大最佳环境部长奖，与之并列的包括印尼、新加坡、印度、伊朗、新西兰和韩国的部长。不过，大马保护自然遗产组织（PEKA）主席莎丽花却不认同，更公开质疑他对维护环境做了何等贡献。端依布拉欣于12月17日出席“水源共益基金”（Wakaf Air）推介礼被询及此事时回应，他的责任是努力工作，而对于他的评价并不是应他而定，因此该问题应询问颁发该奖项的单位。

## 选举成绩
| 年份 | 选区                 | 候选人 | 候选人                 | 得票数 | 得票率 | 竞选对手                     | 竞选对手               | 得票数 | 得票率 | 总票数 | 多数票 | 投票率 |
| ---- | -------------------- | ------ | ---------------------- | ------ | ------ | ---------------------------- | ---------------------- | ------ | ------ | ------ | ------ | ------ |
| 2004 | 彭亨 P086 马兰       |        | 端依布拉欣（回教党）   | 8,483  | 35.04% |                              | 依斯迈慕达立（巫统）   | 15,725 | 64.96% | 24,910 | 7,242  | 78.19% |
| 2018 | 吉兰丹 P024 古邦阁亮 |        | 端依布拉欣（伊斯兰党） | 35,620 | 56.16% |                              | 莫哈末阿都甘尼（巫统） | 16,251 | 25.62% | 84,867 | 19,369 | 79.09% |
| 2018 | 吉兰丹 P024 古邦阁亮 |        | 端依布拉欣（伊斯兰党） | 35,620 | 56.16% | 阿都哈林尤索夫（国家诚信党） | 11,557                 | 18.22% |        | 84,867 | 19,369 | 79.09% |
| 2022 | 吉兰丹 P024 古邦阁亮 |        | 端依布拉欣（伊斯兰党） | 55,654 | 68.38% |                              | 努鲁阿玛法兹（巫统）   | 14,807 | 18.19% | 81,384 | 40,847 | 71.62% |
| 2022 | 吉兰丹 P024 古邦阁亮 |        | 端依布拉欣（伊斯兰党） | 55,654 | 68.38% | 旺阿末卡米尔（国家诚信党）   | 10,236                 | 12.58% |        | 81,384 | 40,847 | 71.62% |
| 2022 | 吉兰丹 P024 古邦阁亮 |        | 端依布拉欣（伊斯兰党） | 55,654 | 68.38% | 力查拉扎里（祖国斗士党）     | 687                    | 0.84%  |        | 81,384 | 40,847 | 71.62% |

| 年份 | 选区     | 候选人 | 候选人                 | 得票数 | 得票率 | 竞选对手                     | 竞选对手                   | 得票数 | 得票率 | 总票数 | 多数票 | 投票率 |
| ---- | -------- | ------ | ---------------------- | ------ | ------ | ---------------------------- | -------------------------- | ------ | ------ | ------ | ------ | ------ |
| 1999 | N23 增卡 |        | 端依布拉欣（回教党）   | 5,338  | 50.47% |                              | Zainal Hassan（巫统）      | 5,019  | 47.46% | 10,576 | 319    | 83.24% |
| 2004 | N29 增卡 |        | 端依布拉欣（回教党）   | 5,532  | 42.74% |                              | Abd Rahman Ibrahim（巫统） | 8,320  | 64.28% | 12,943 | 1,714  | 82.82% |
| 2008 | N29 增卡 |        | 端依布拉欣（回教党）   | 6,858  | 47.34% |                              | 旺沙尔曼（巫统）           | 7,454  | 51.45% | 14,487 | 596    | 82.55% |
| 2013 | N29 增卡 |        | 端依布拉欣（伊斯兰党） | 9,150  | 46.00% |                              | 旺沙尔曼（巫统）           | 10,453 | 52.55% | 19,890 | 1,303  | 88.50% |
| 2022 | N04 积卡 |        | 端依布拉欣（伊斯兰党） | 5,634  | 45.51% |                              | 何洪美（马华公会）         | 4,411  | 35.63% | 12,381 | 1,223  | 73.60% |
| 2022 | N04 积卡 |        | 端依布拉欣（伊斯兰党） | 5,634  | 45.51% | 拉锡莫哈末（人民公正党）     | 2,255                      | 18.21% |        | 12,381 | 1,223  | 73.60% |
| 2022 | N04 积卡 |        | 端依布拉欣（伊斯兰党） | 5,634  | 45.51% | 艾沙顿阿布峇卡（祖国斗士党） | 81                         | 0.65%  |        | 12,381 | 1,223  | 73.60% |

## 封衔
- 彭亨：
  -  彭亨王冠拿督勋章（DIMP）—拿督（1998年）[19]
  -  苏丹阿末沙效忠斯里勋章（SSAP）—拿督斯里（2020年）[20]

- 吉兰丹
  -  吉兰丹精神斯里勋章（SJMK）—拿督（2022年）[21]

## 外部連結
- 端依布拉欣·端曼的Blogger部落格
- 端依布拉欣·端曼的Facebook專頁

| 马来西亚国会下议院职务         | 马来西亚国会下议院职务                 | 马来西亚国会下议院职务           |
| ------------------------------ | -------------------------------------- | -------------------------------- |
| 前任： 阿末拜哈基 民联伊党     | 古邦阁亮议员 2018年7月16日－           | 現任                             |
| 彭亨州议会职务                 |                                        |                                  |
| 前任： 再纳阿比丁哈山 国阵巫统 | 增卡议员 1999年11月29日－2004年3月21日 | 繼任： 阿都拉曼依布拉欣 国阵巫统 |